# Muzeum Wsi Mazowieckiej w Sierpcu
Muzeum Wsi Mazowieckiej w Sierpcu – skansen założony 24 marca 1971 w Sierpcu, jako regionalne muzeum etnograficzne (założycielem była Powiatowa Rada Narodowa w Sierpcu). Park Etnograficzny powołano w 1975 na terenie resztówki dworskiej Bojanowo. Pierwsze obiekty sprowadzono w latach 1977-1978. Obecna nazwa obowiązuje od 1987. 

## Zbiory
Na terenie obejmującym 60,5 ha na styku rzek Sierpienicy i Skrwy, zgromadzono ponad 80 obiektów małej i dużej architektury. W skład ekspozycji wchodzi: 11 zagród chłopskich z przełomu XIX i XX wieku; zrekonstruowany dworek szlachecki; XVIII-wieczny kościół drewniany z miejscowości Drążdżewo; drewniany wiatrak reprezentujący najstarszy i najpopularniejszy na terenach Europy typ młynów wiatrowych, koźlak; wystawy stałe w Galerii rzeźby ludowej i Powozowni. Obecnie w Muzeum zgromadzonych jest ponad 13 000 eksponatów.
Układ przestrzenny zrekonstruowanej na terenie skansenu wsi rzędowej nawiązuje do najczęściej występującego na ziemiach polskich typu osad rolniczych. Wygląd zagród wiernie odpowiada ich stanowi sprzed translokacji w czasach ich świetności. Sierpecki skansen ulega ciągłej rozbudowie, niebawem zwiedzający będą mieli okazję podziwiać kolejny rodzaj wsi – wieś przydrożną, w skład której wejdzie 38 obiektów, m.in. karczma, kuźnia, budynki plebańskie i kilka zagród.

## Kinematografia
Na terenie skansenu nakręcono sceny do kilku filmów:
- Ogniem i mieczem (1999) w reżyserii Jerzego Hoffmana – m.in. dwór w Rozłogach (zbudowany dodatkowo),
- Pan Tadeusz (1999) w reżyserii Andrzeja Wajdy – m.in. koncert Jankiela,
- Szwadron (1982) w reżyserii Juliusza Machulskiego – karczma Pohulanka zagrana przez karczmę z Sochocina[3].

## Galeria
| Muzeum Wsi Mazowieckiej w Sierpcu (2023 r.) | Muzeum Wsi Mazowieckiej w Sierpcu (2023 r.) |

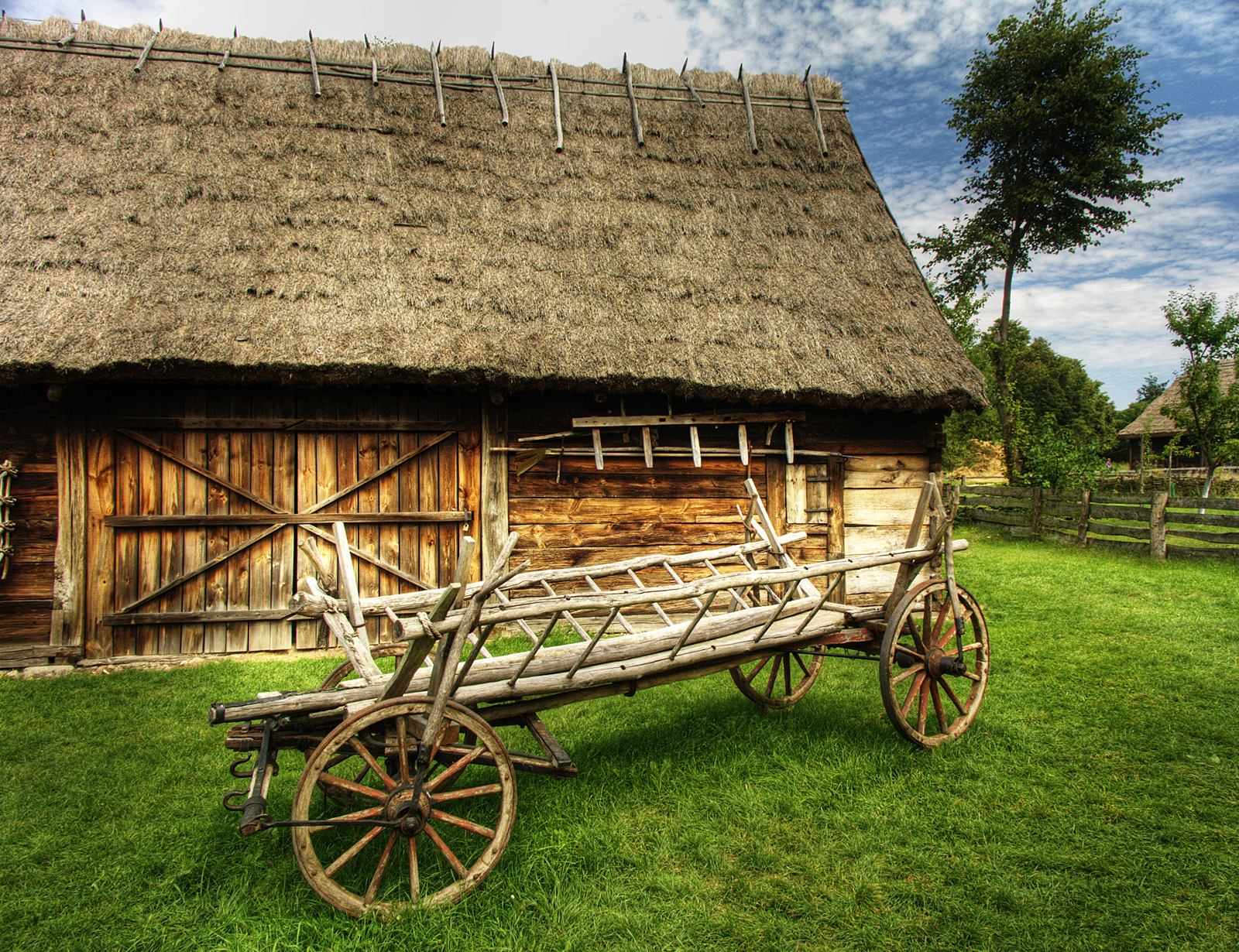
Zagroda z Izdebna
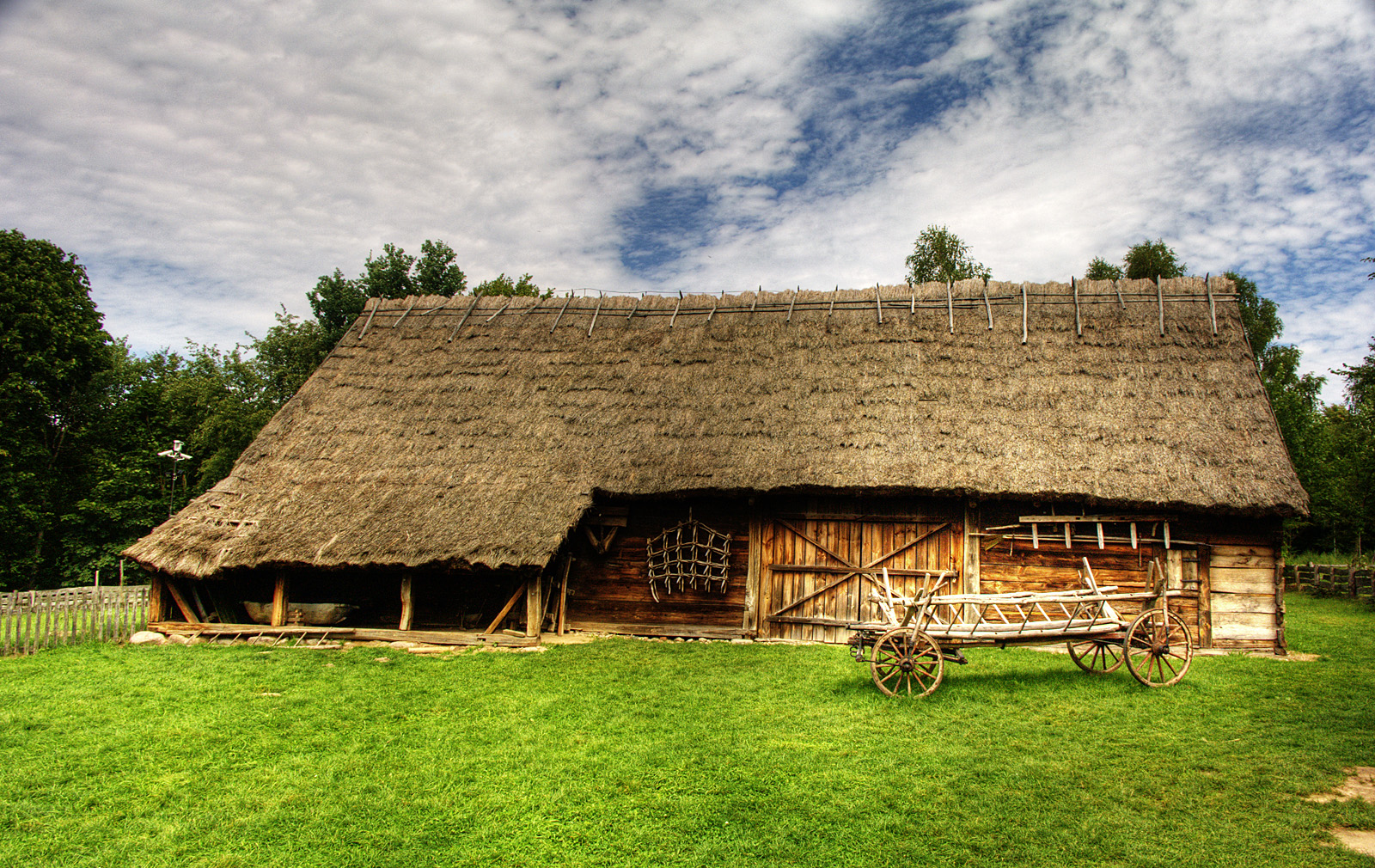
Zagroda z Izdebna
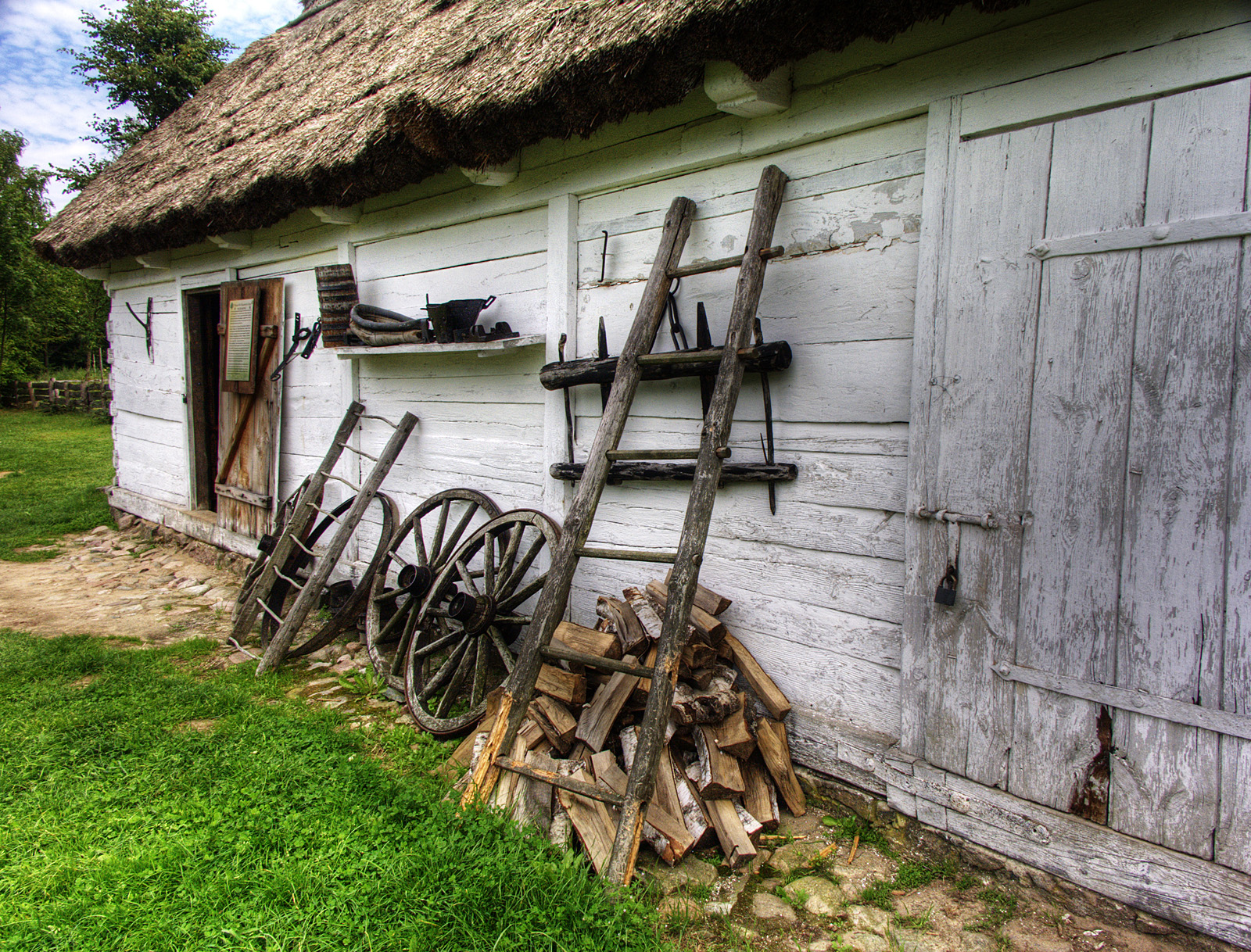
Zagroda z Izdebna
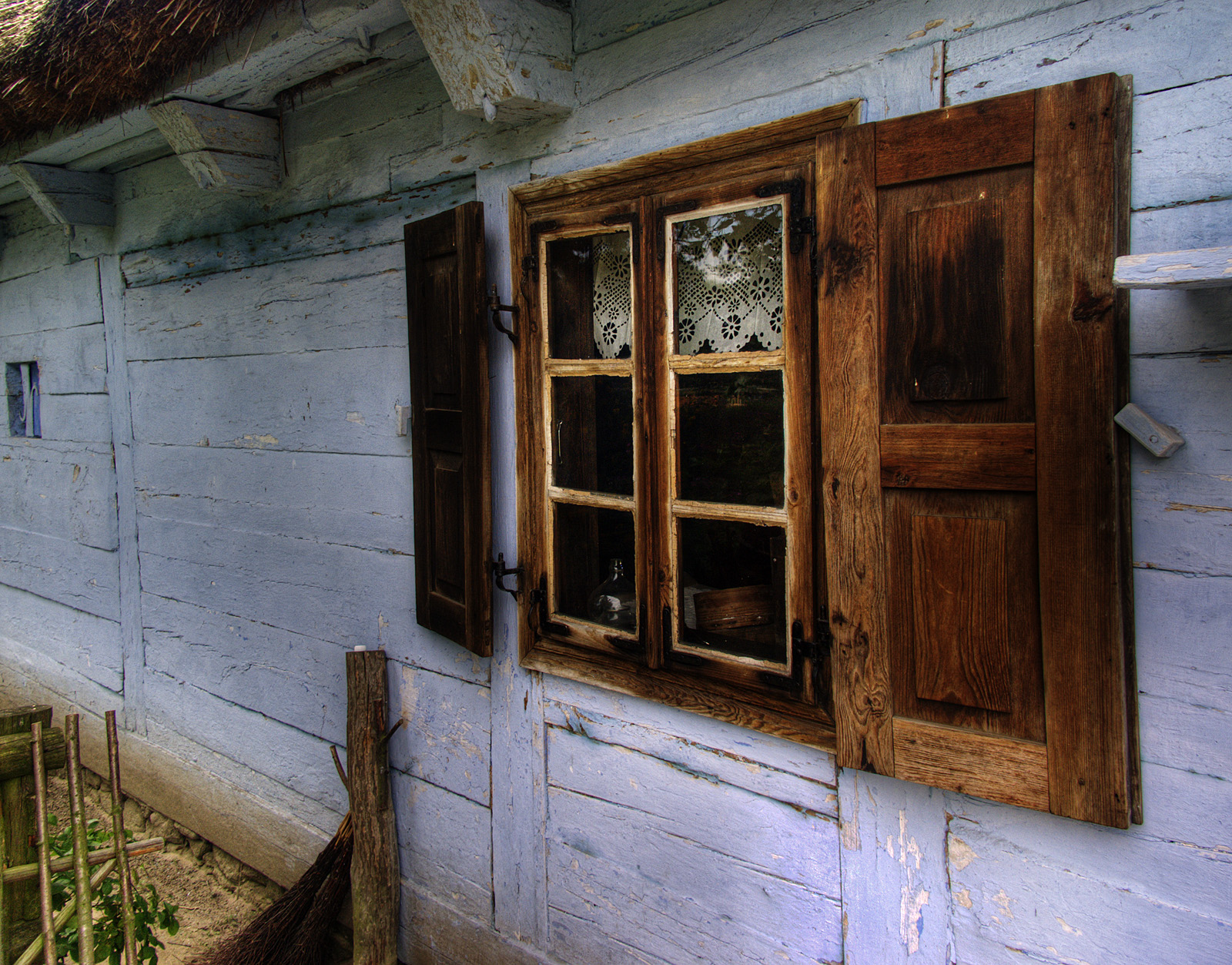
Zagroda z Izdebna
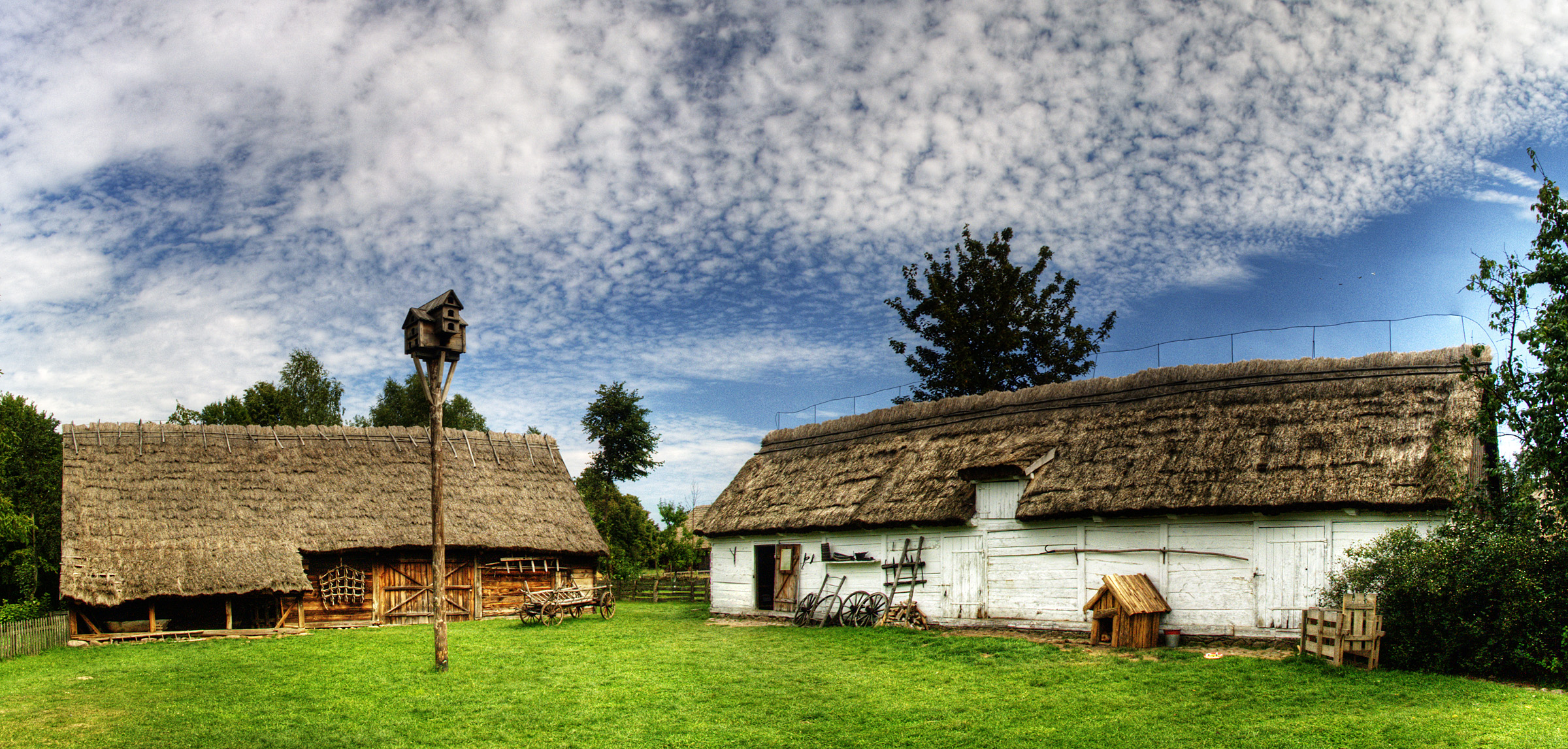
Zagroda z Izdebna
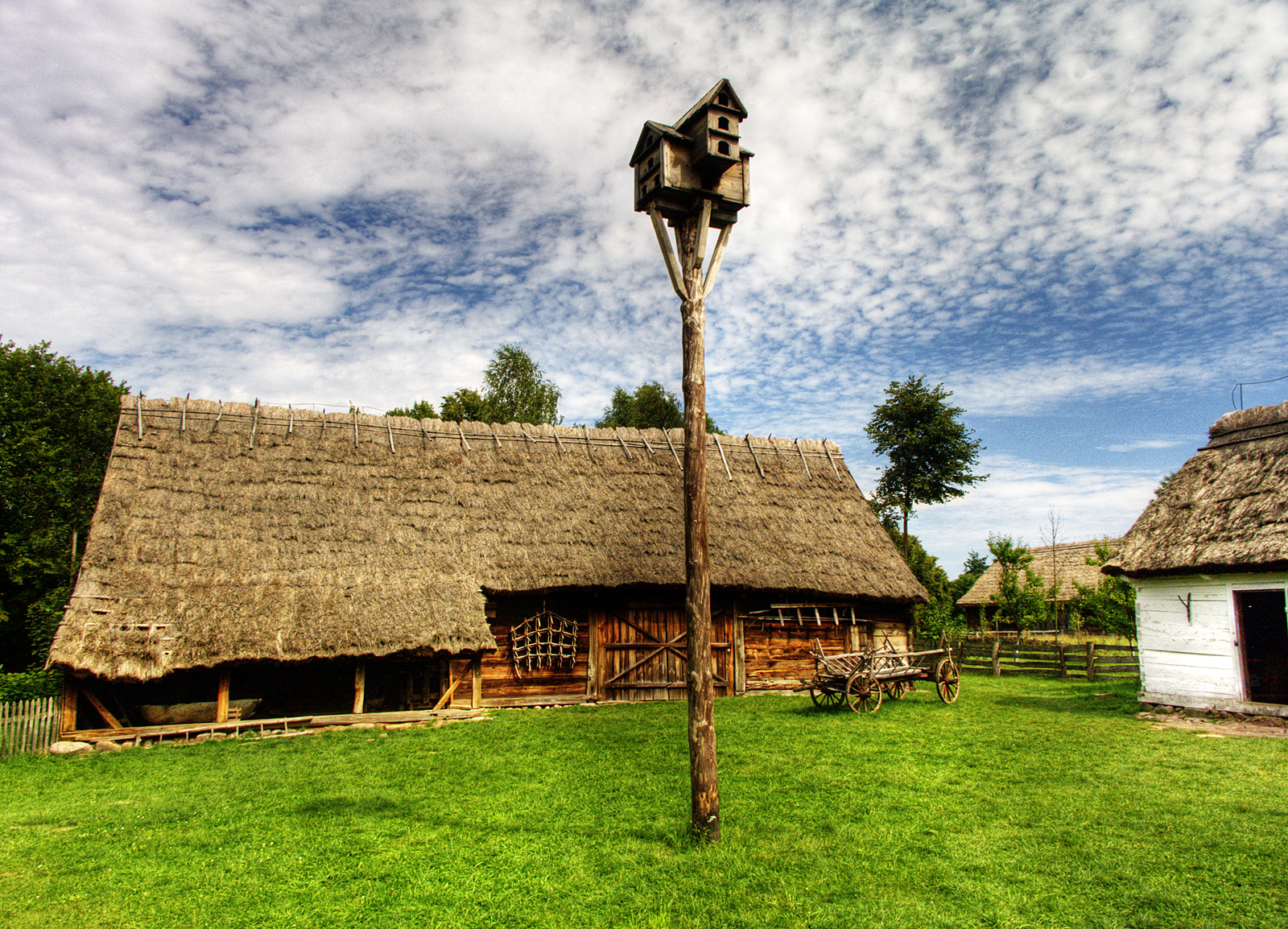
Zagroda z Izdebna
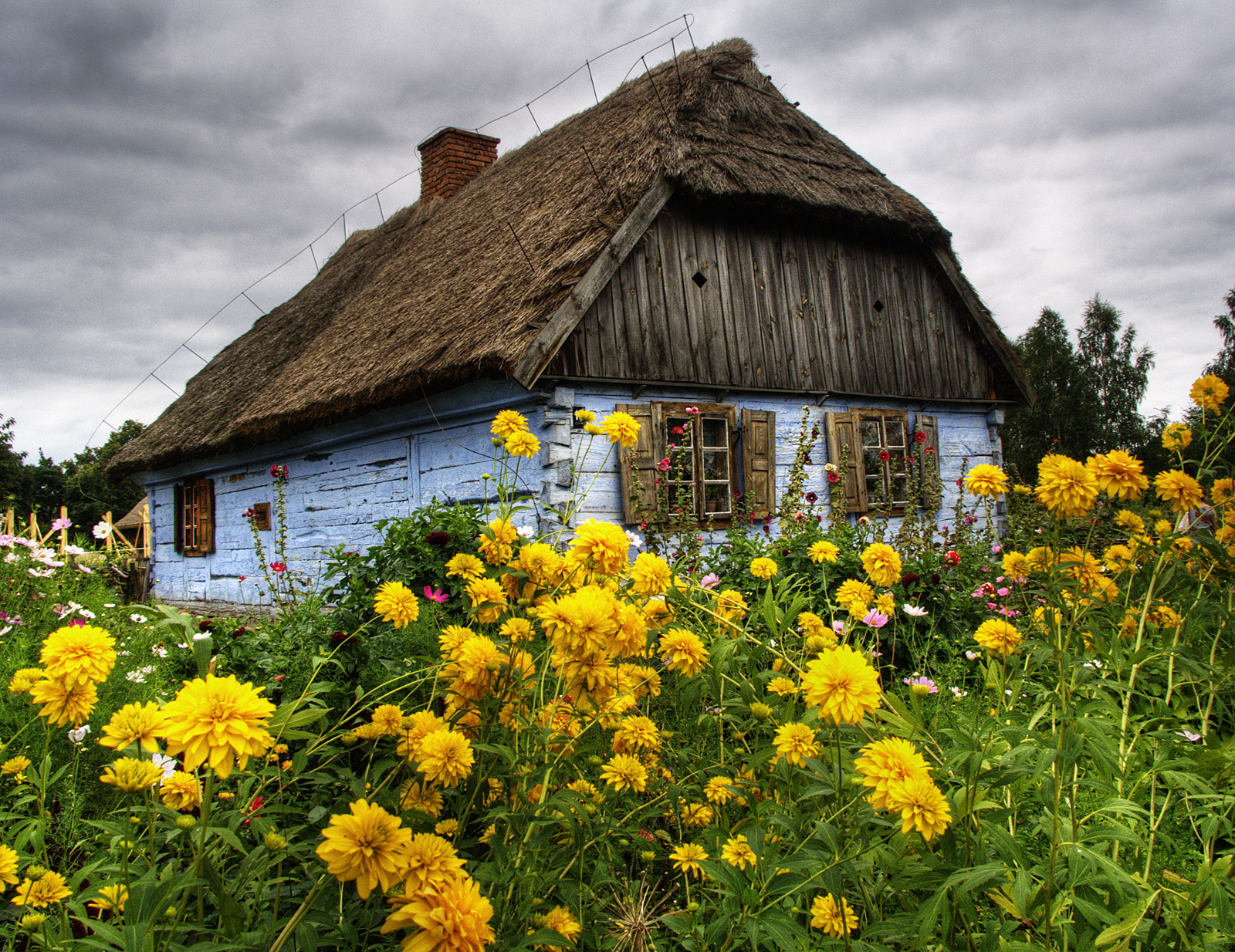
Chałupa z Czermna
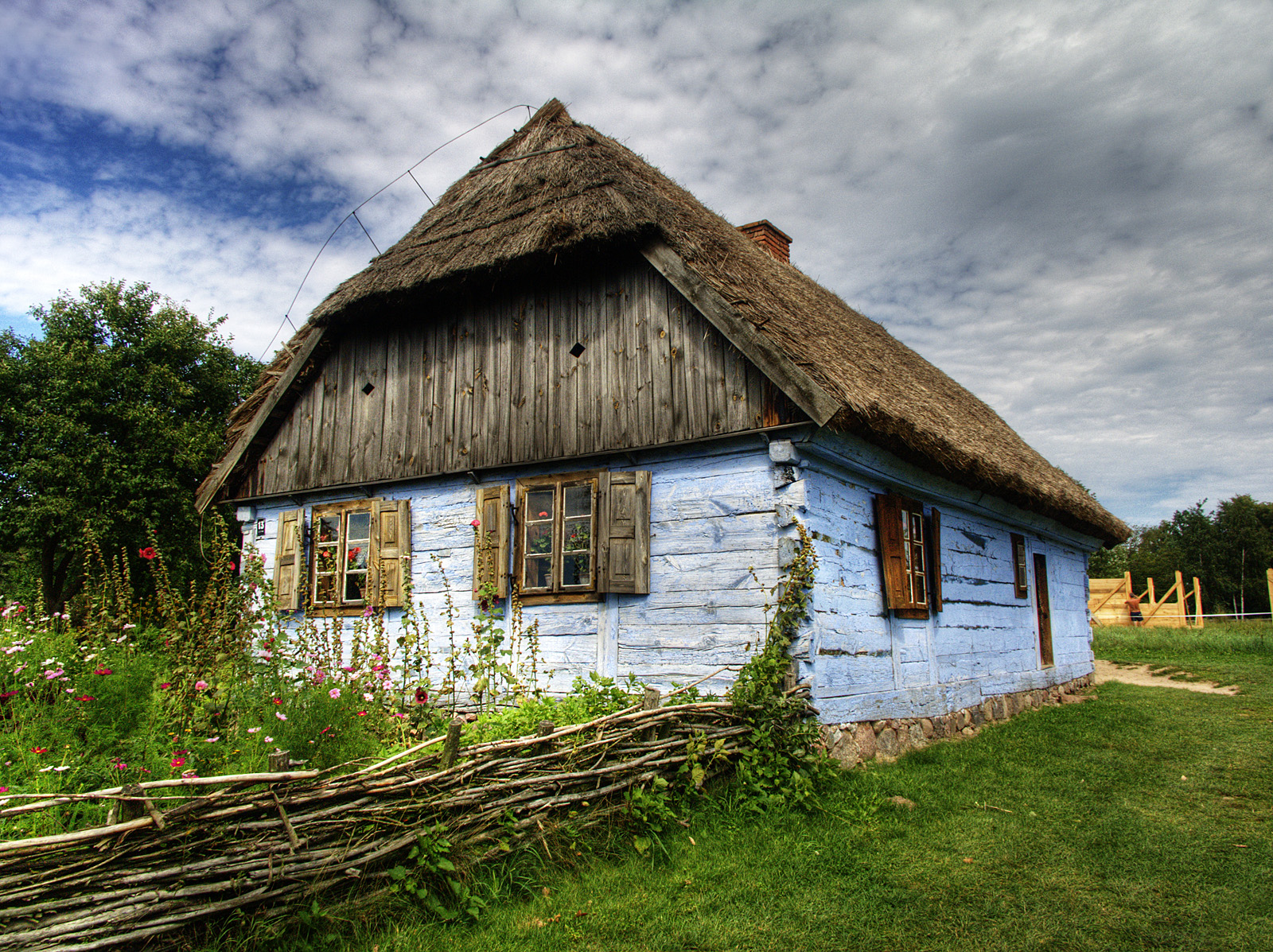
Chałupa z Czermna
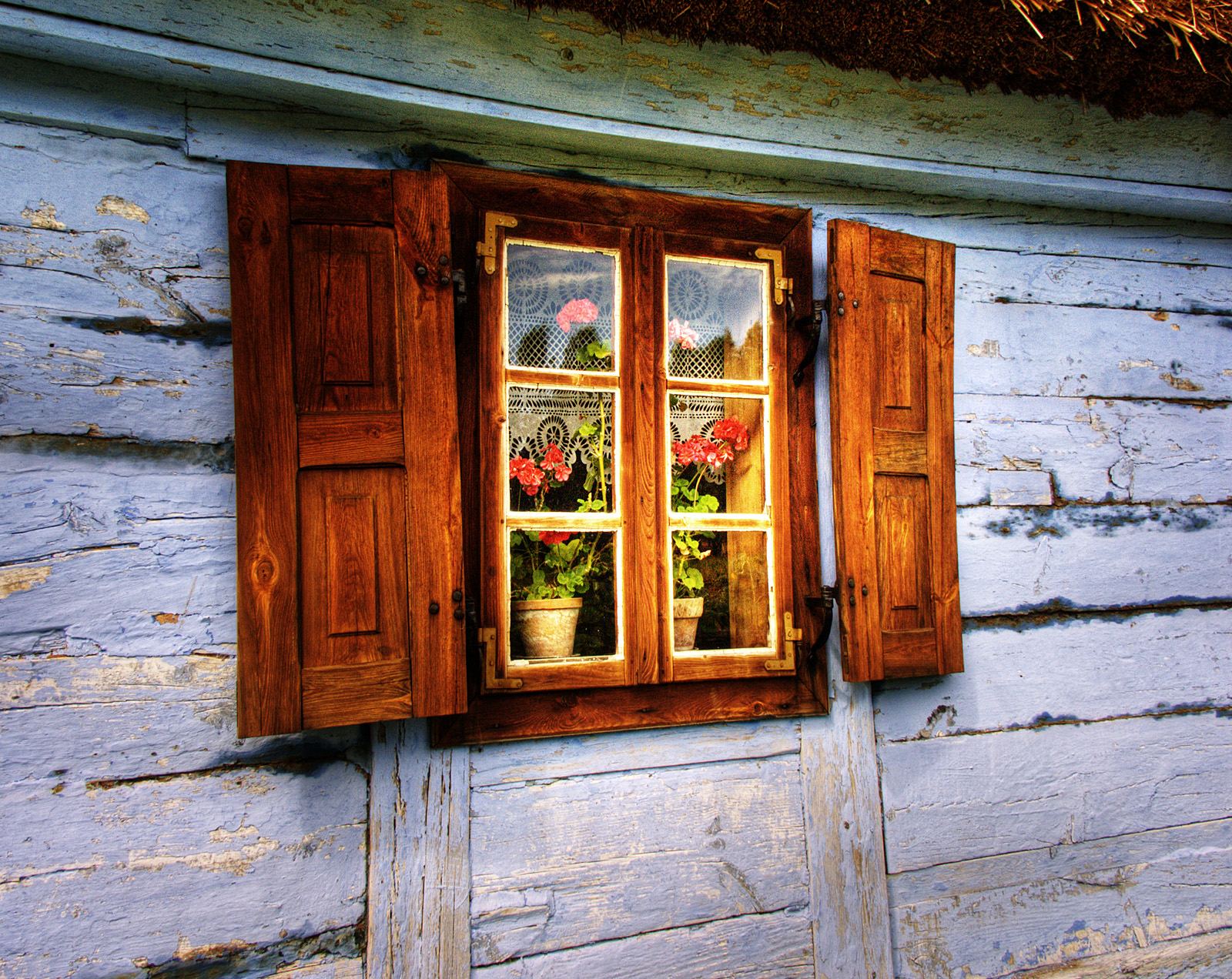
Chałupa z Czermna
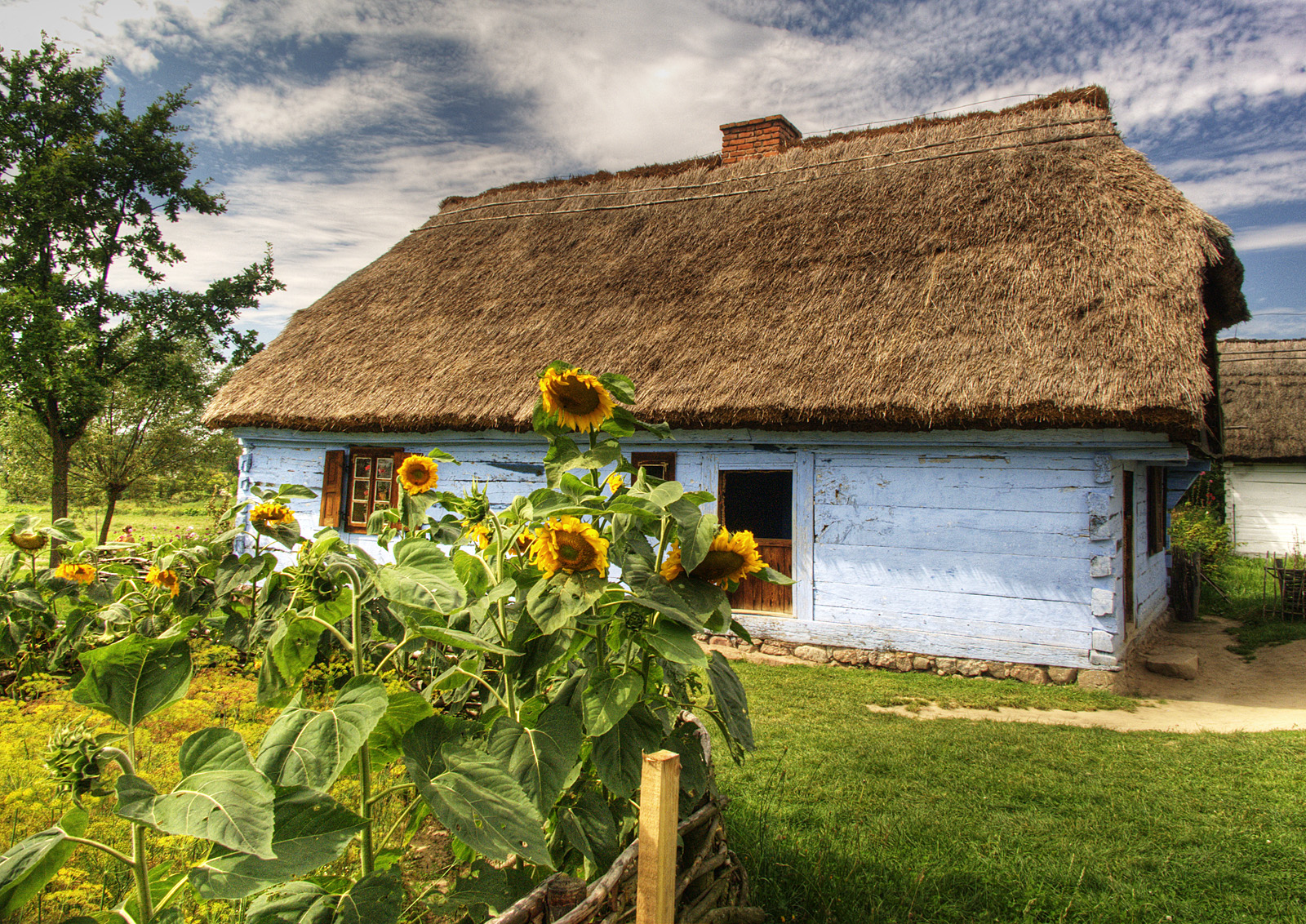
Chałupa z Czermna
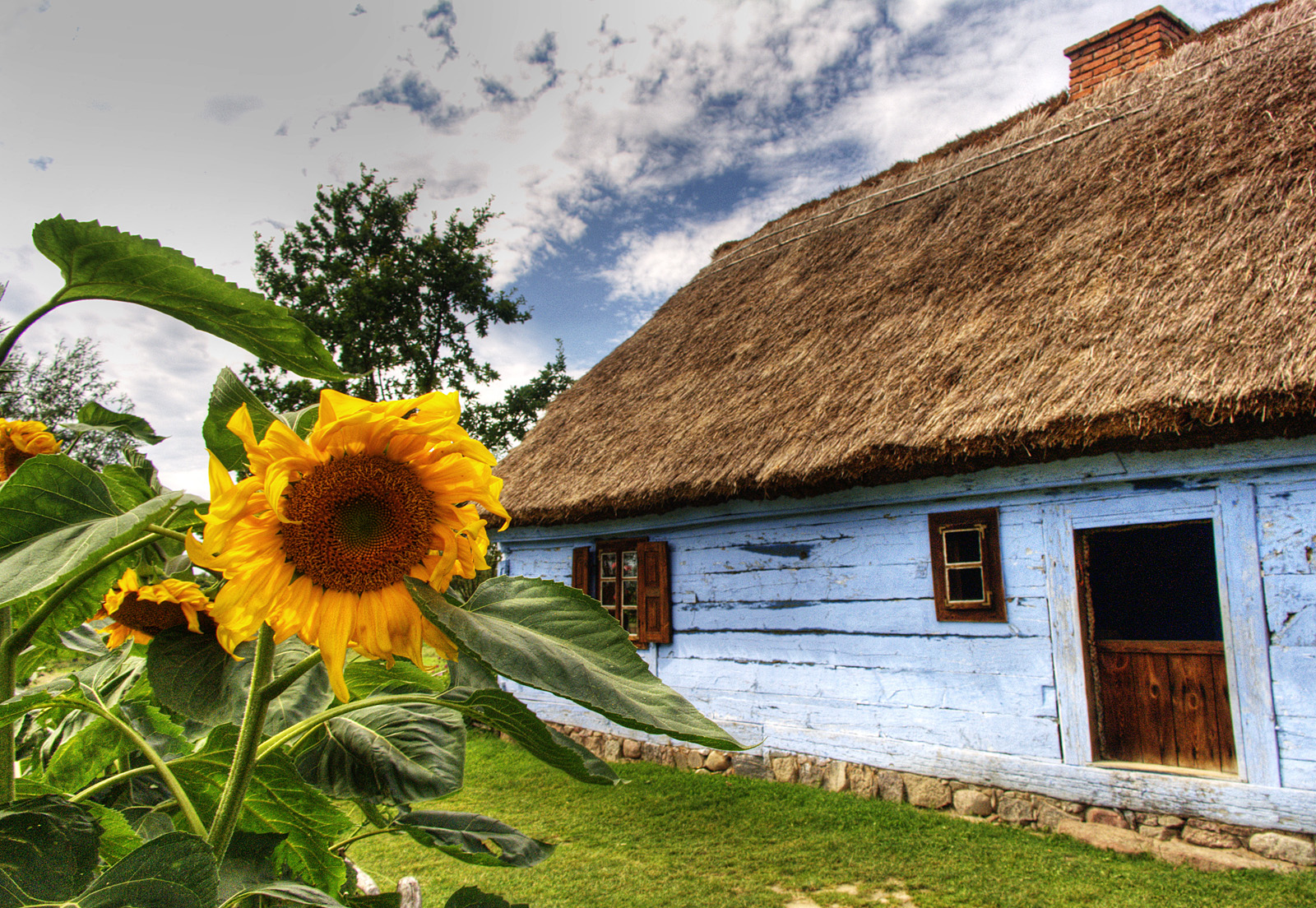
Chałupa z Czermna
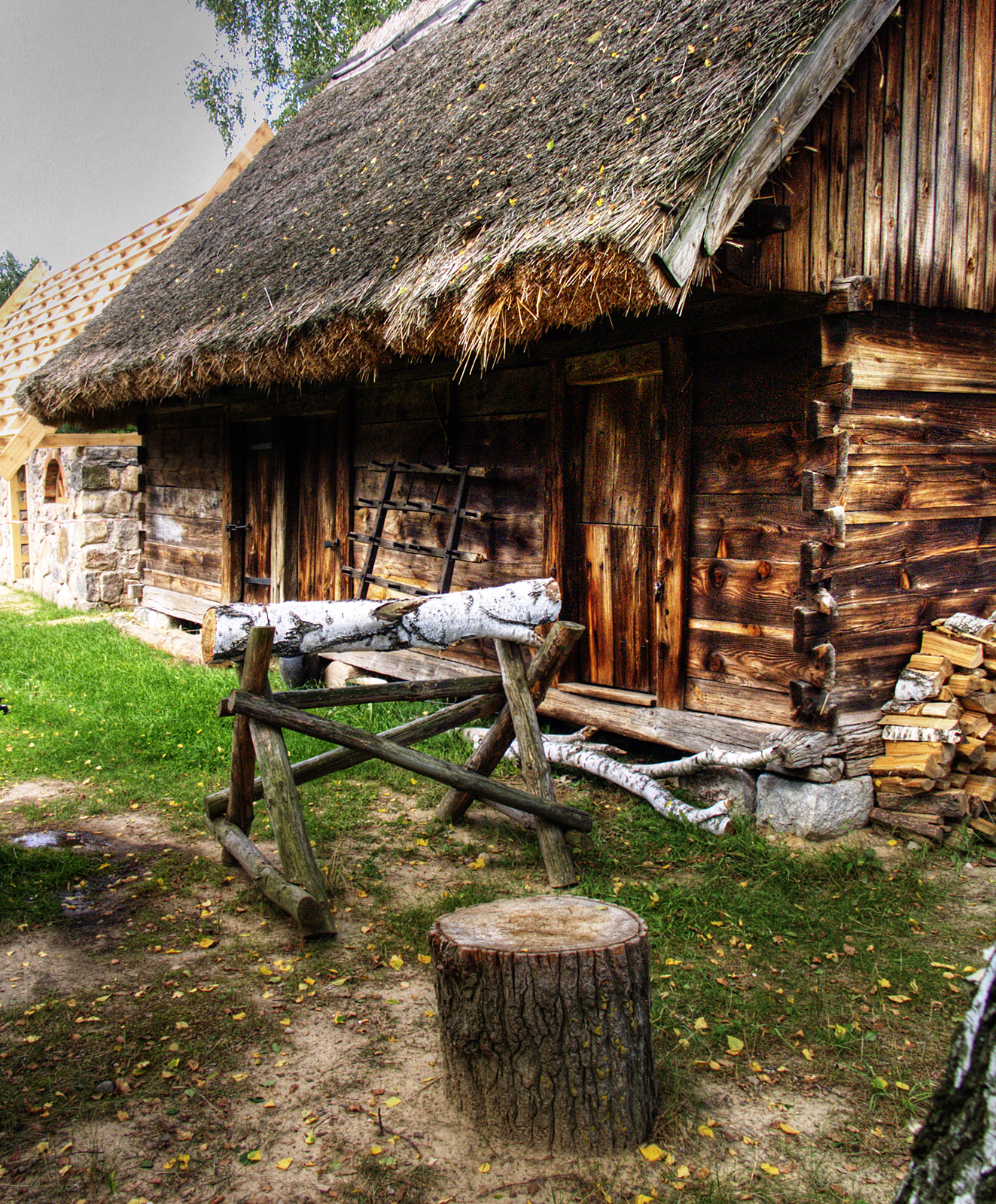
Zagroda z Rzeszotar Zawad
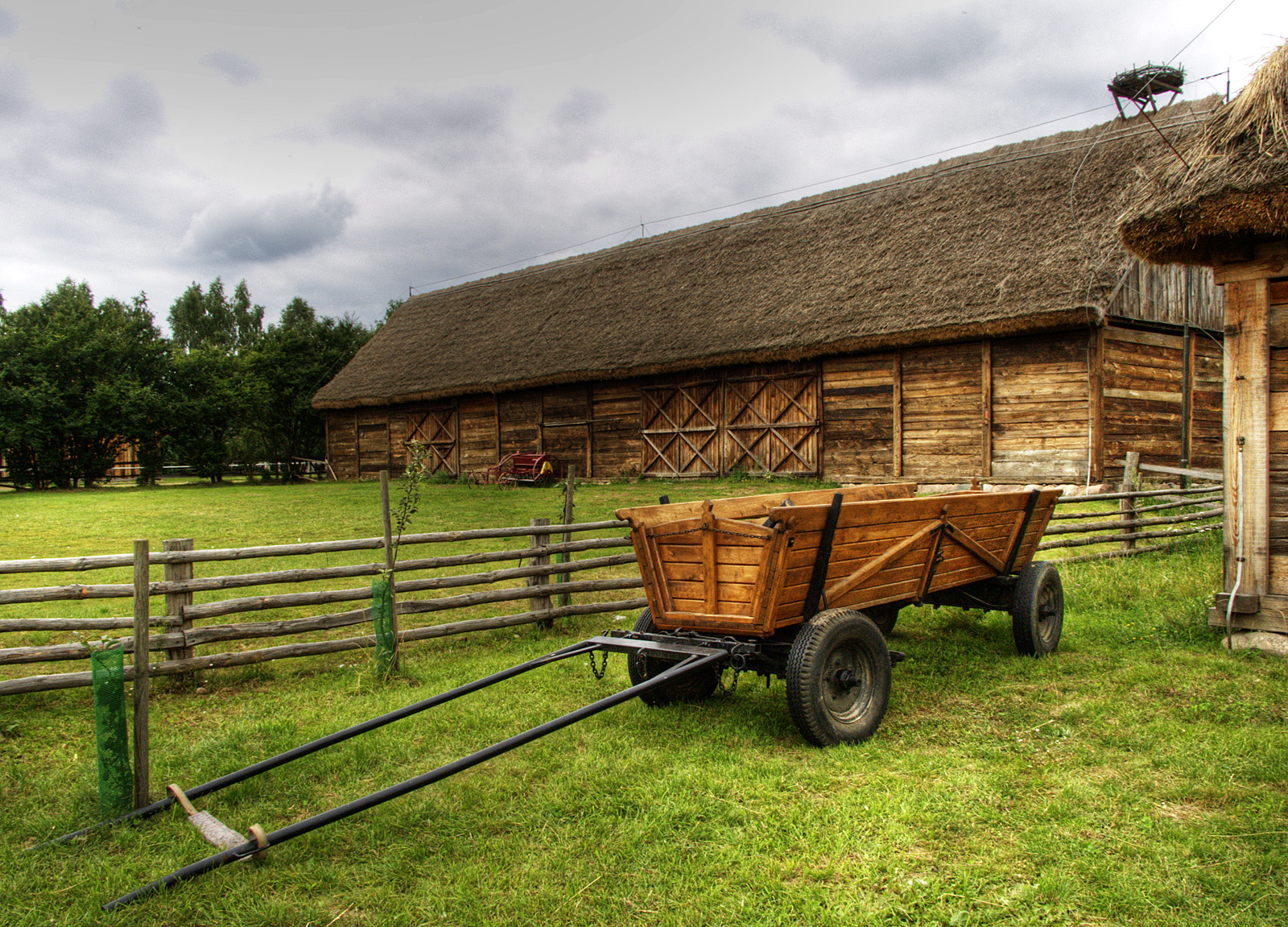
Zagroda z Ligówka
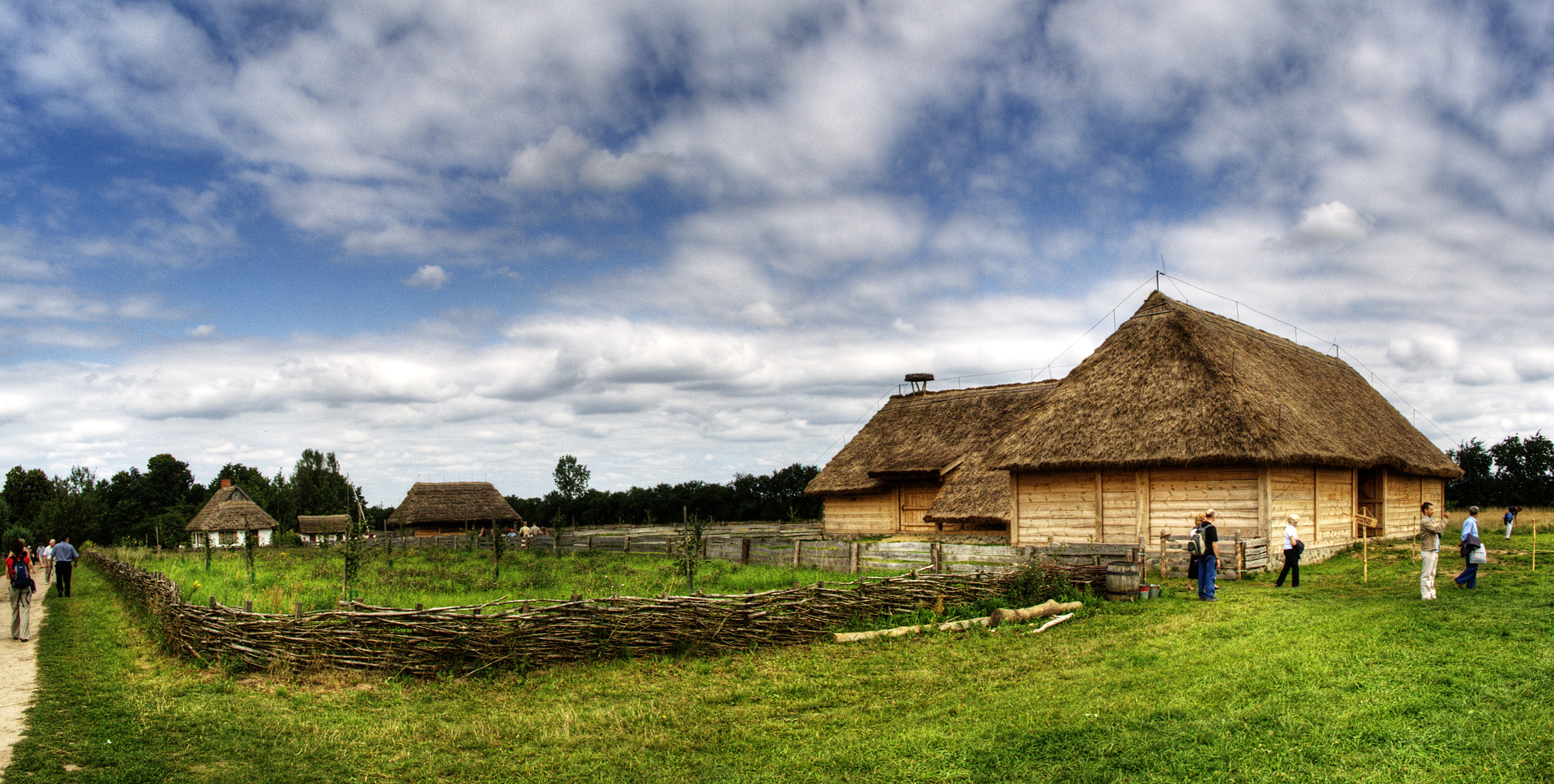
Zagroda z Rębowa
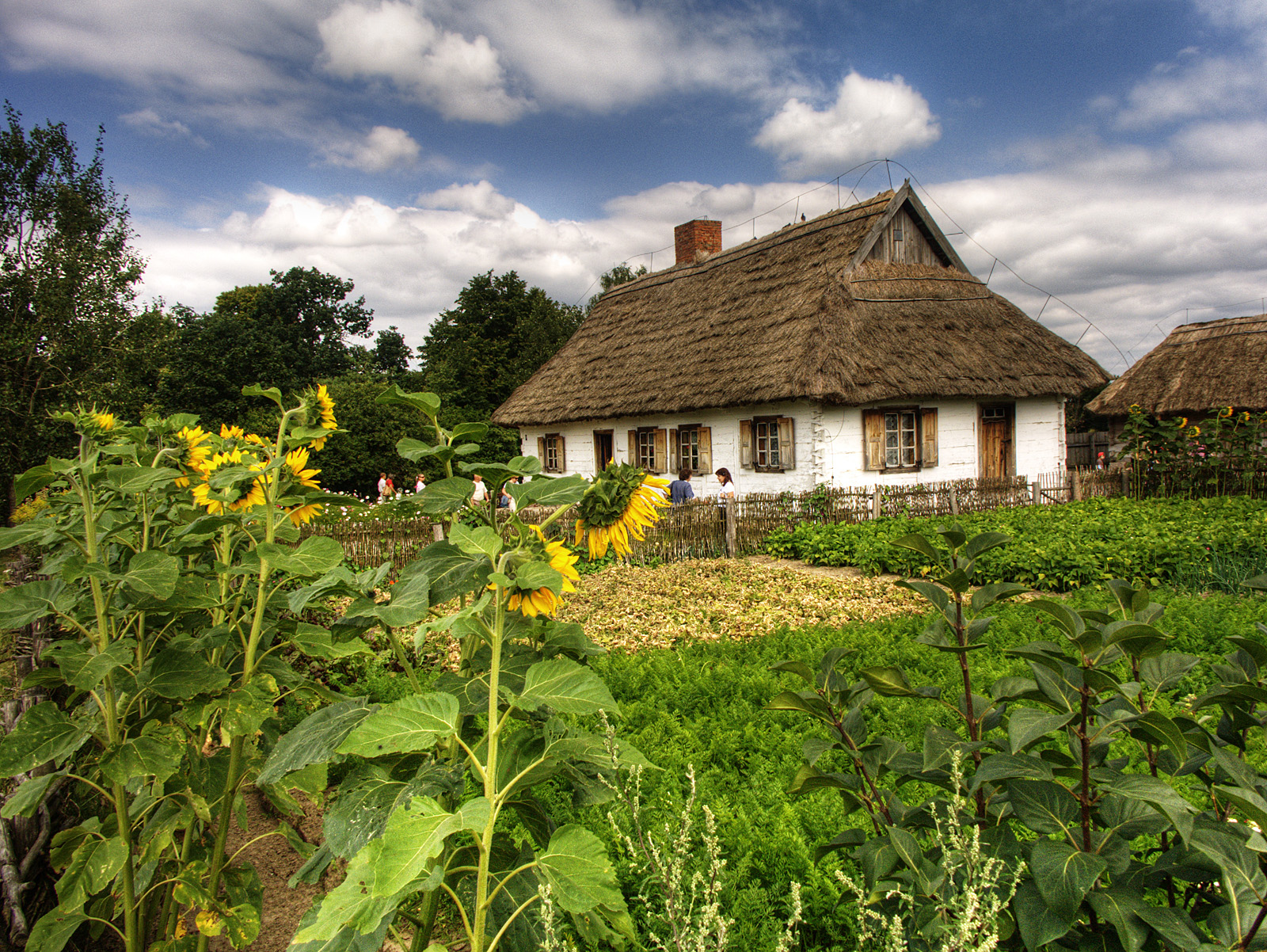
Zagroda z Rębowa
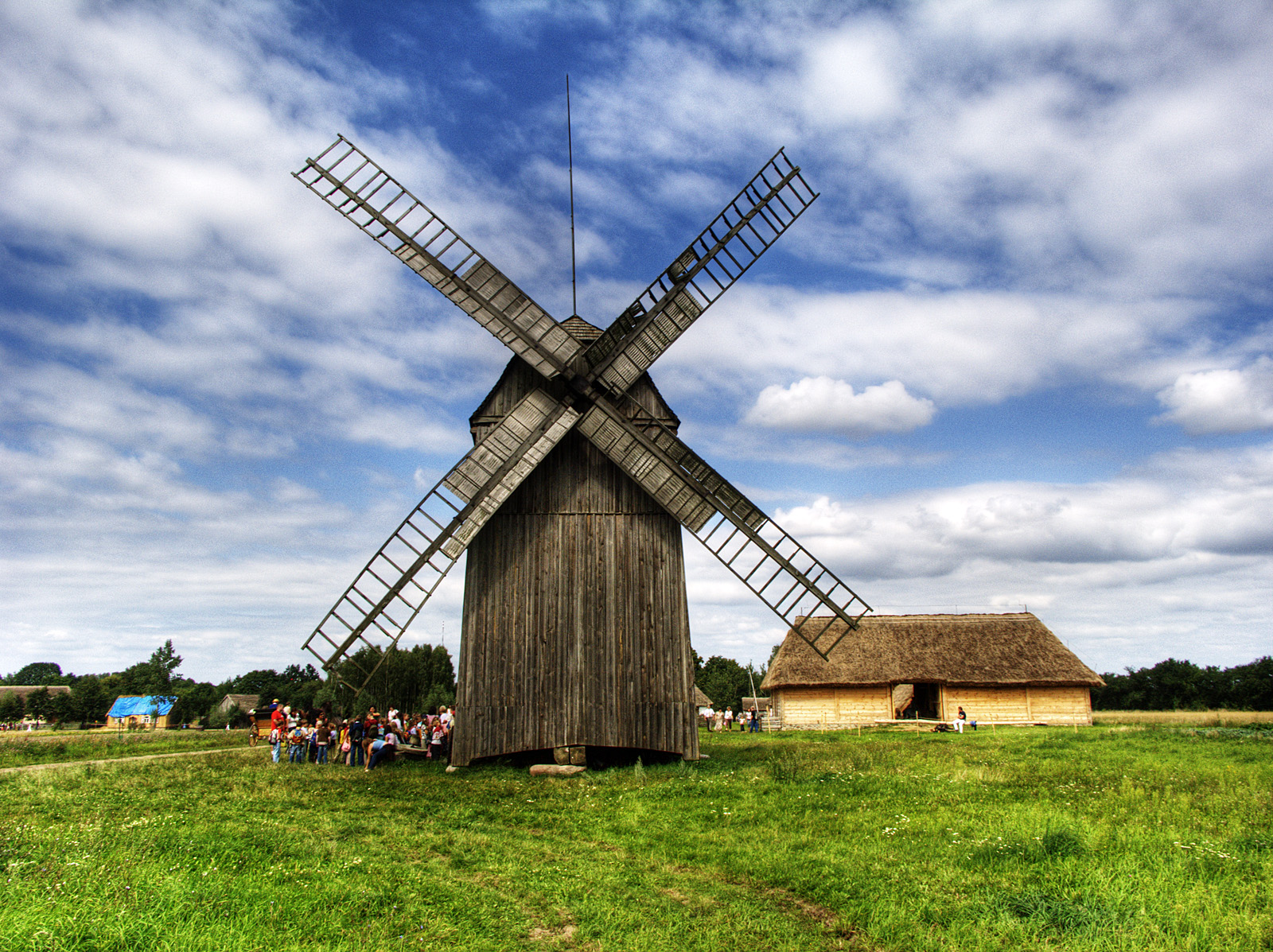
Wiatrak z Zalesia
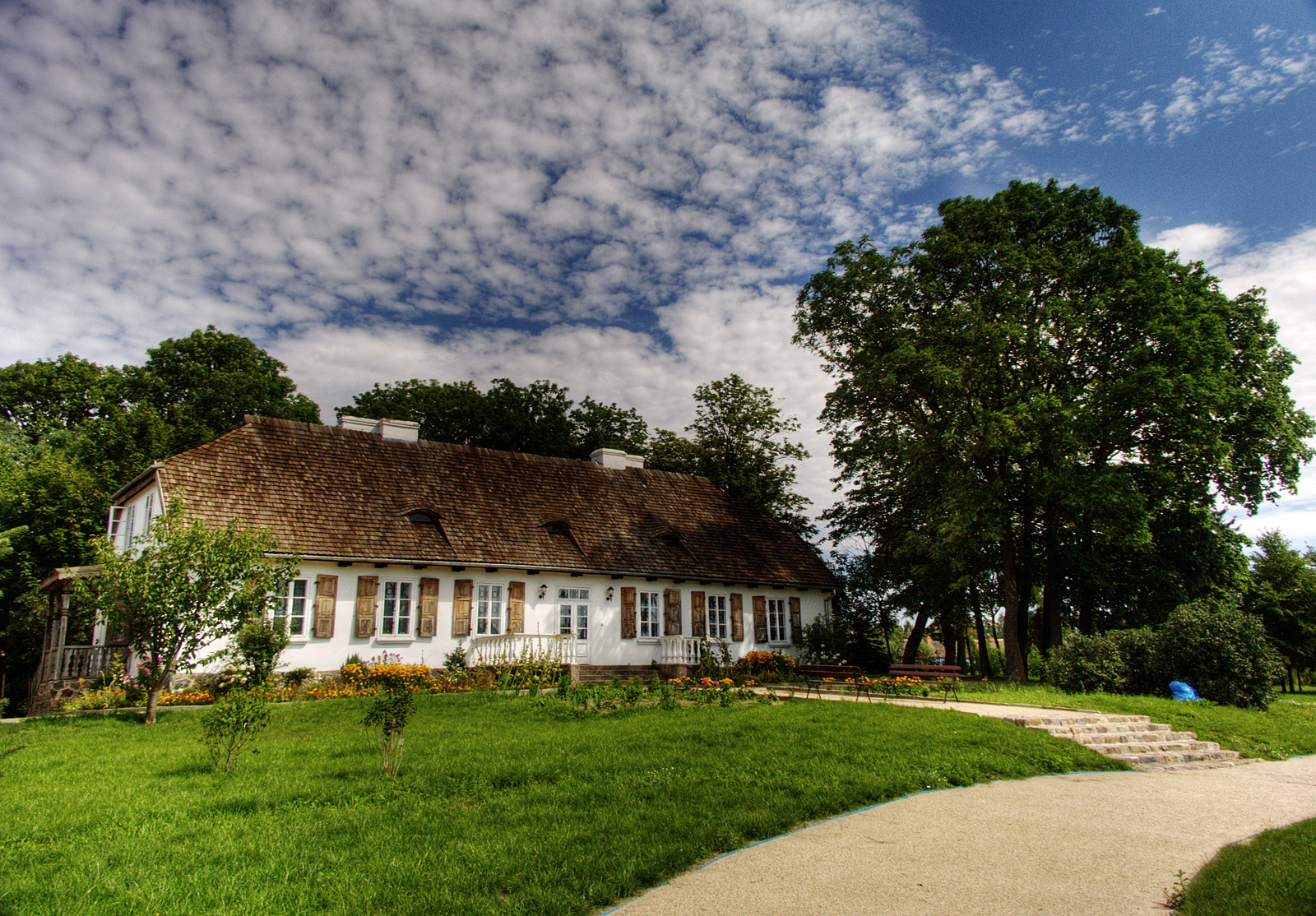
Dwór z Bojanowa - widok na park dworski
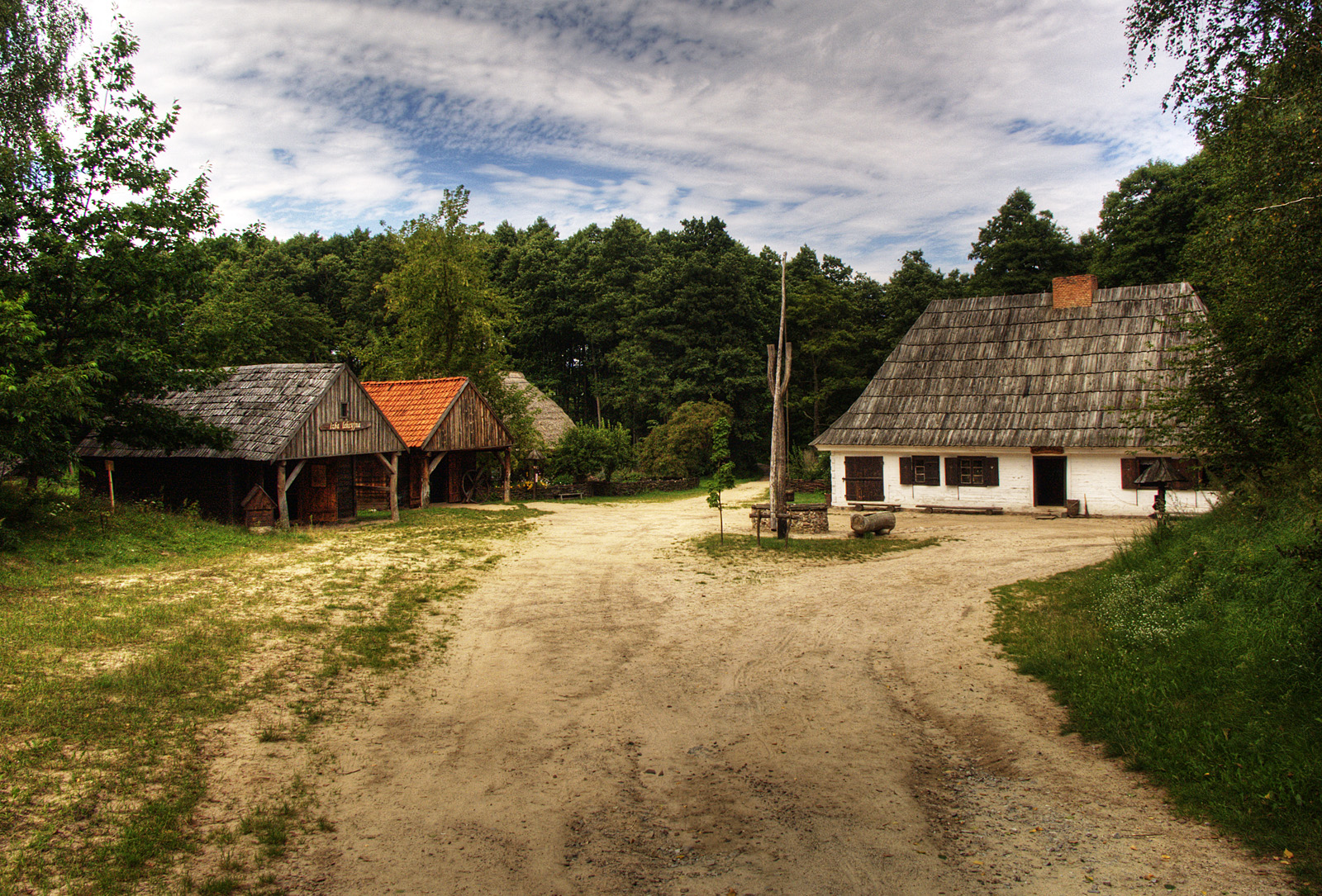
Zespół karczemny
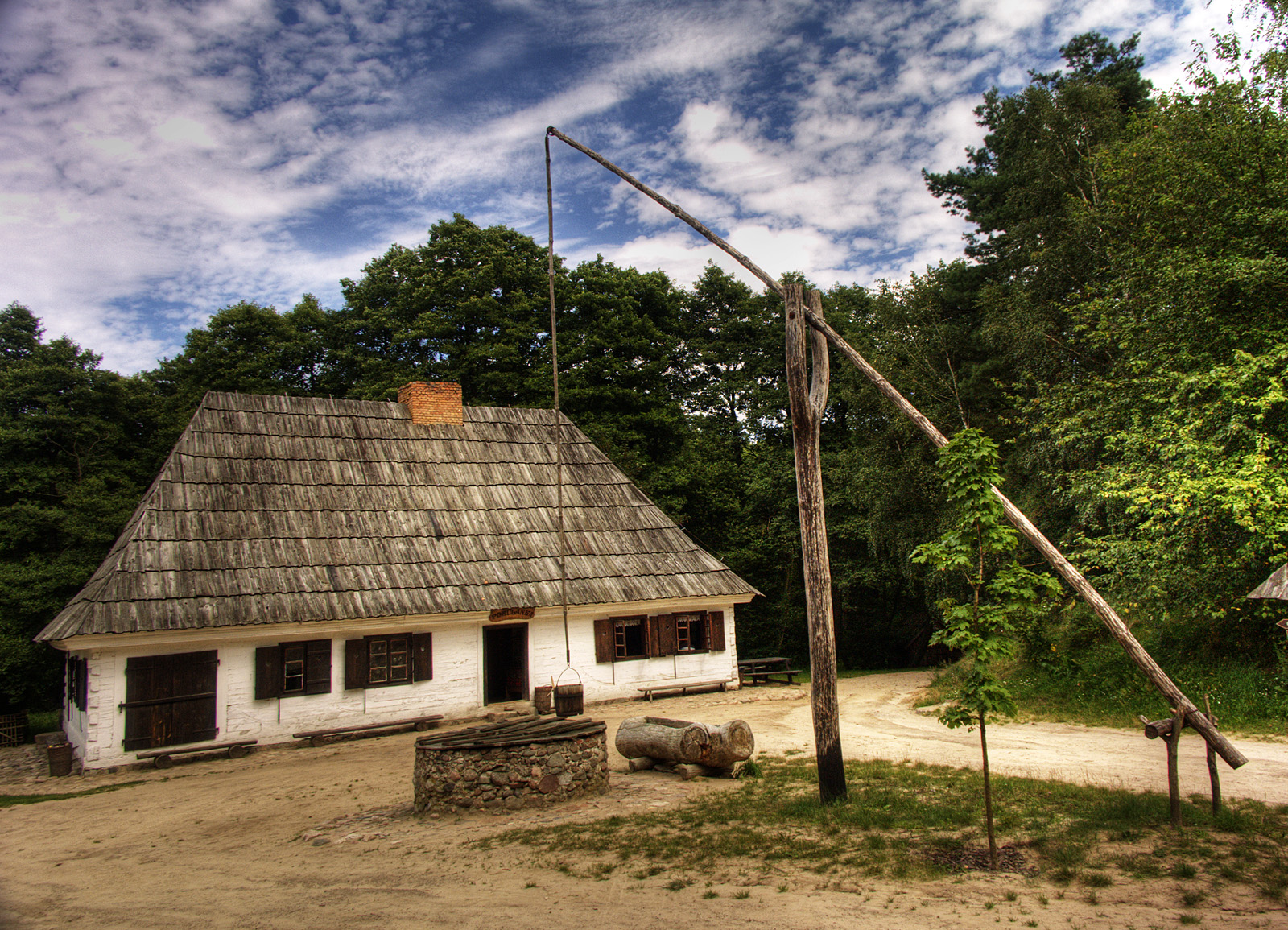
Karczma z Sochocina
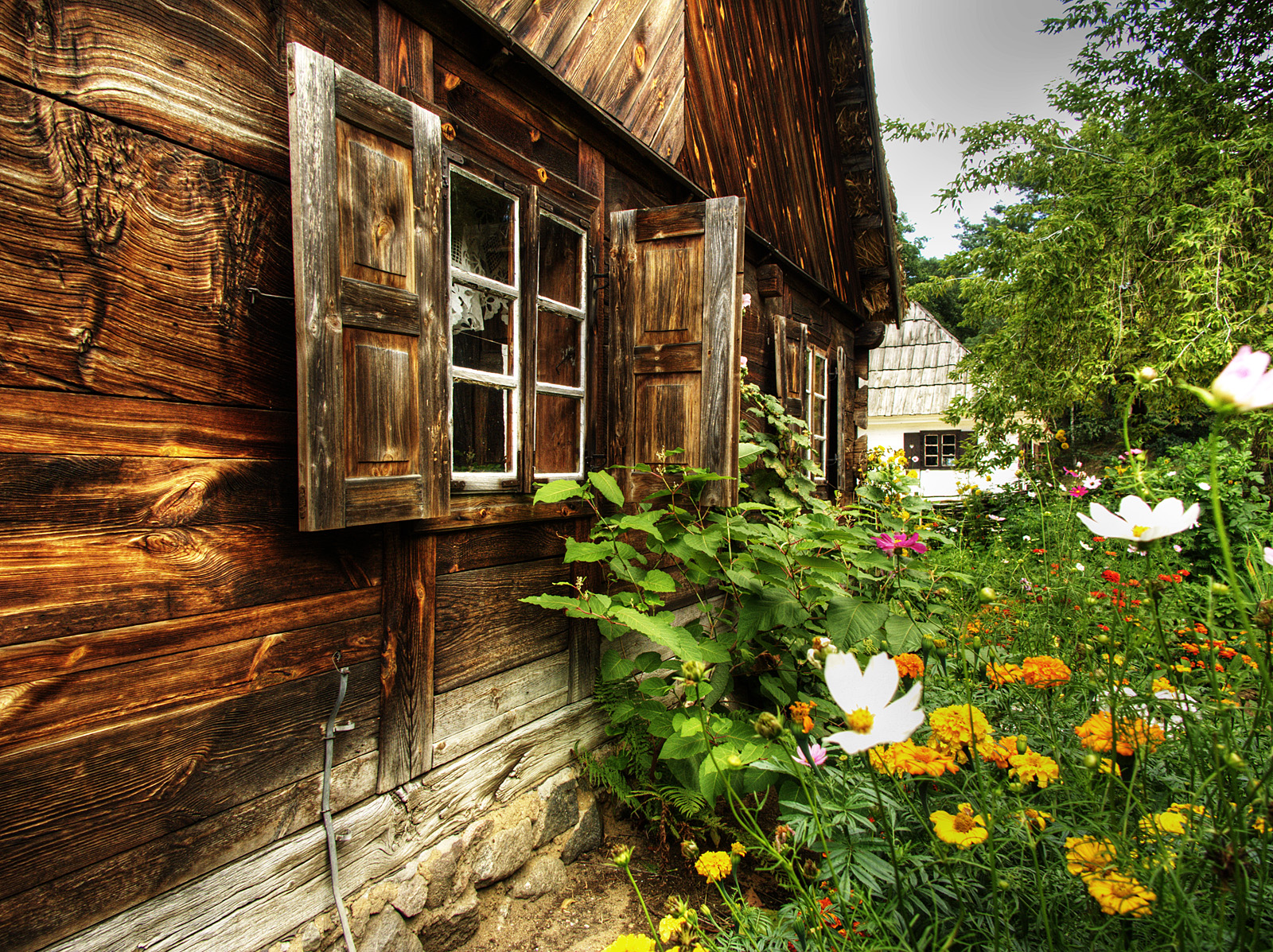
Chałupa z Drwał
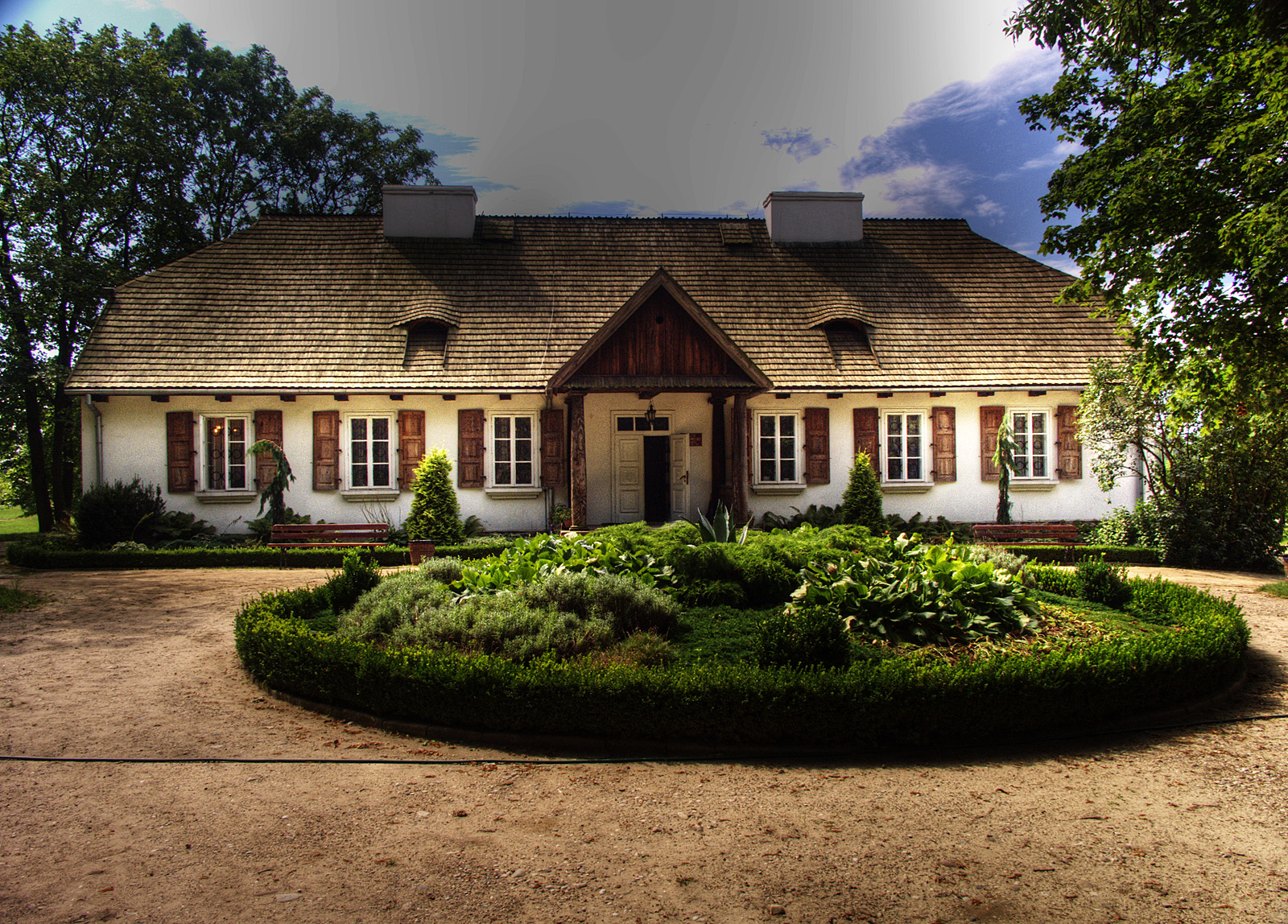
Dwór z Bojanowa
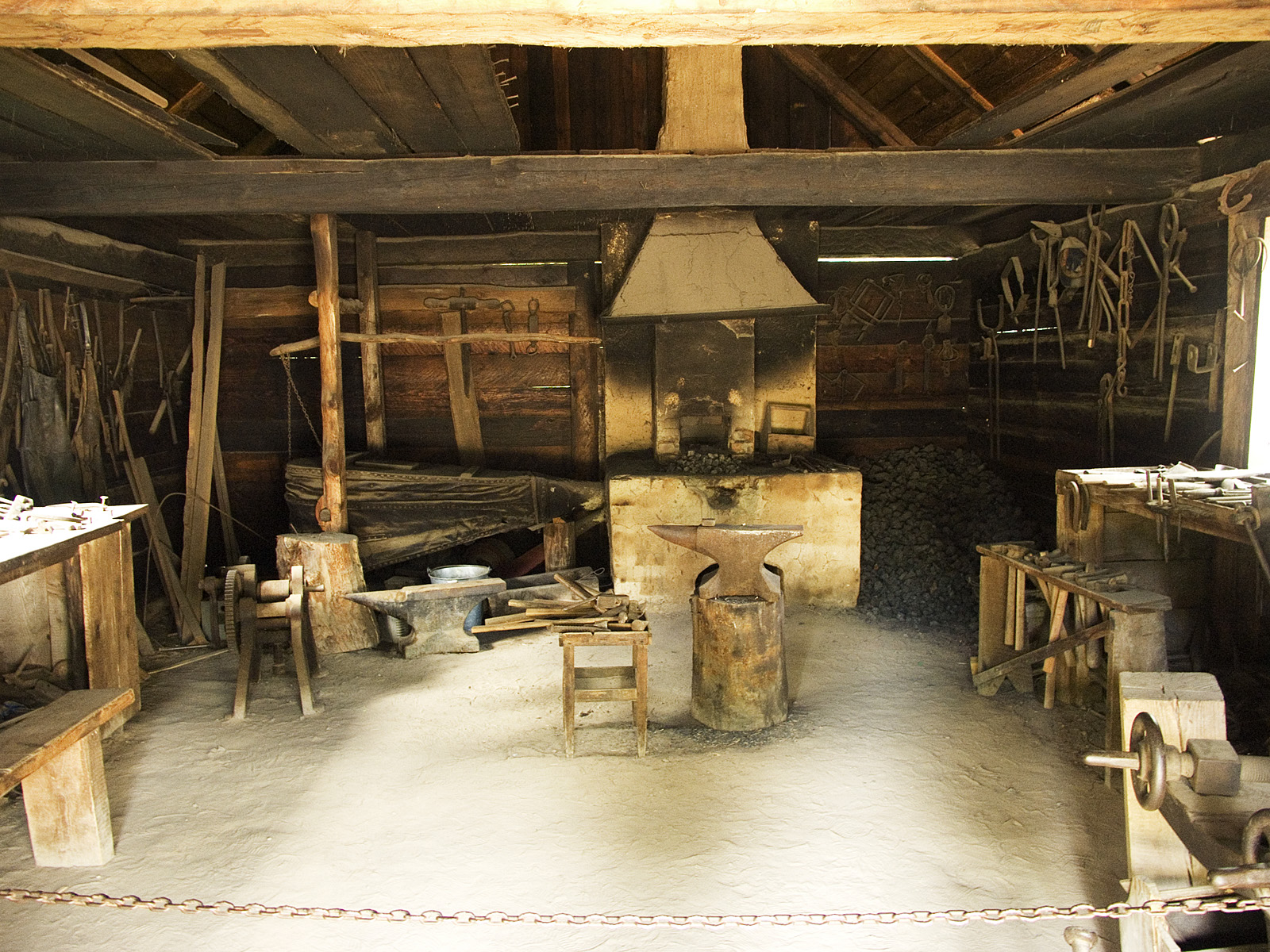
Wnętrze kuźni z Żuromina
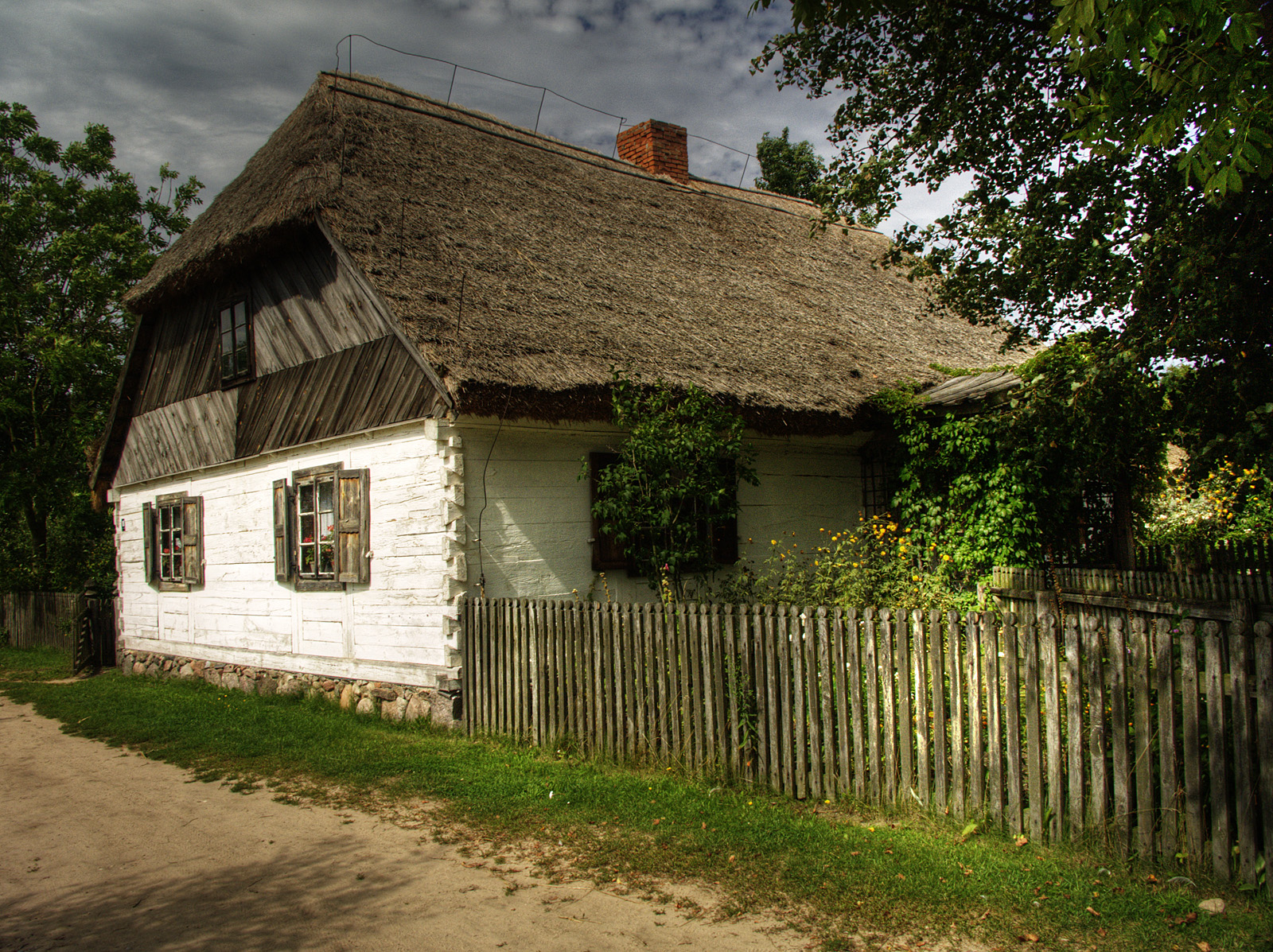
Chałupa z Dzierzążni
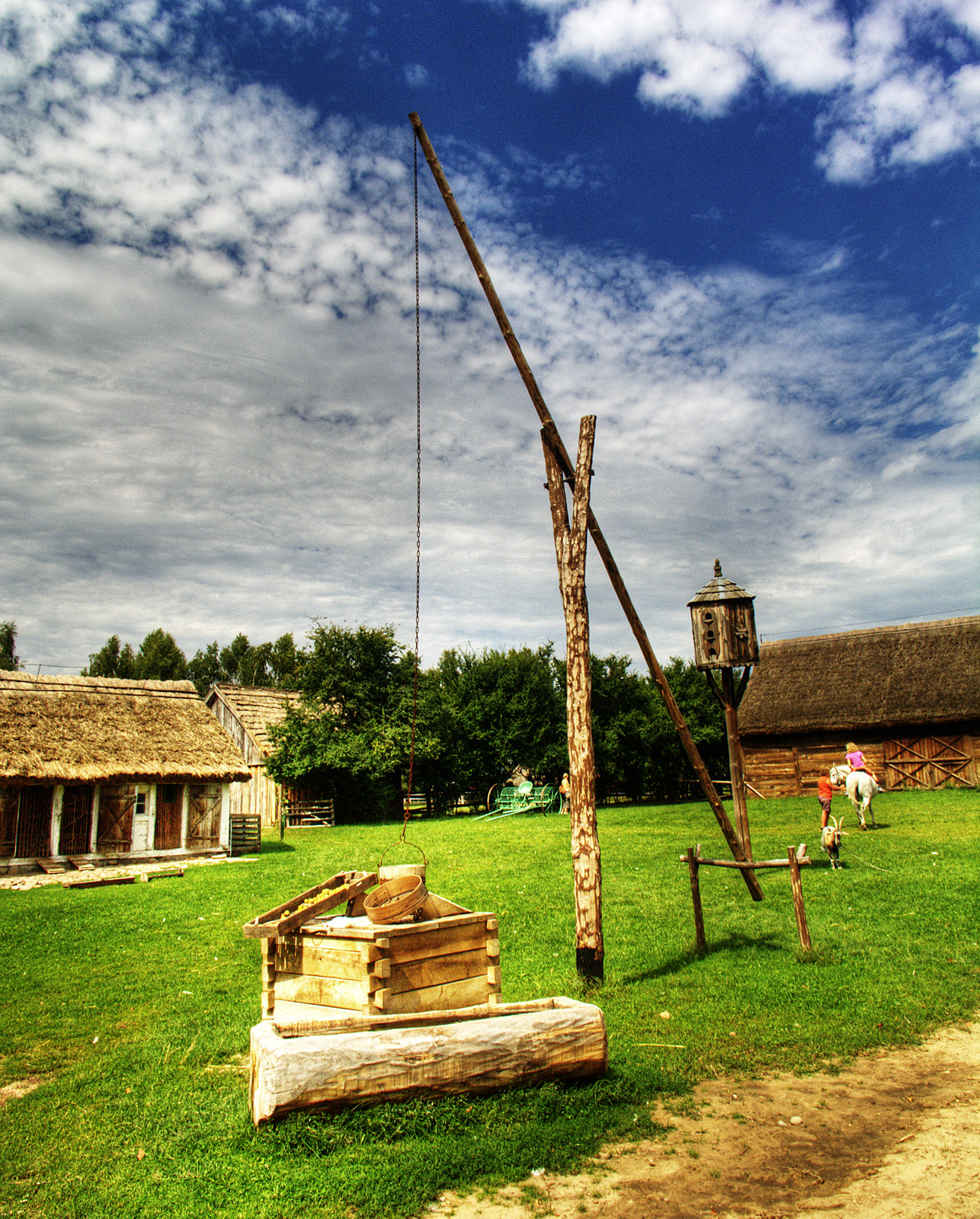
Zagroda z Dzierzążni
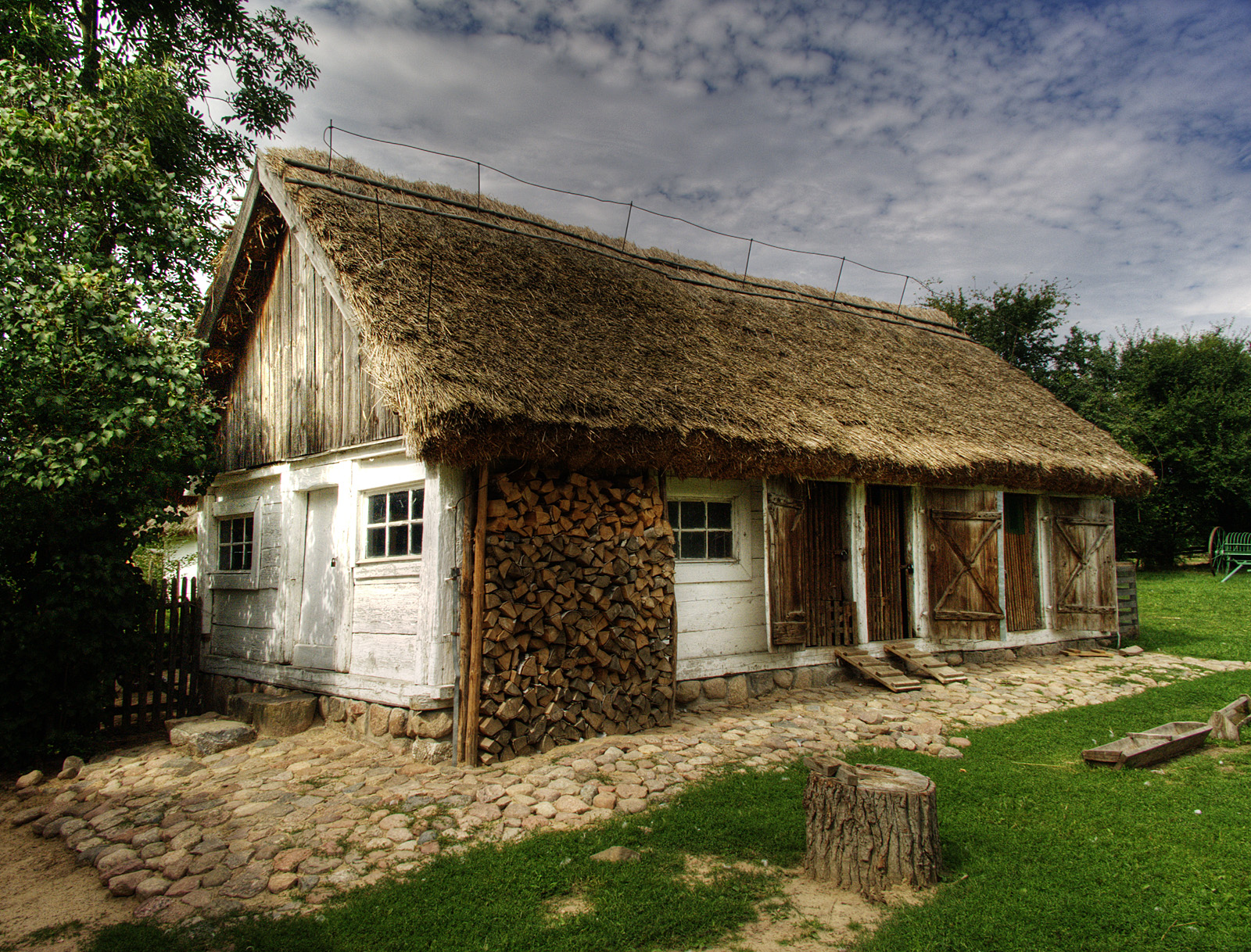
Kurnik w zagrodzie z Dzierzążni
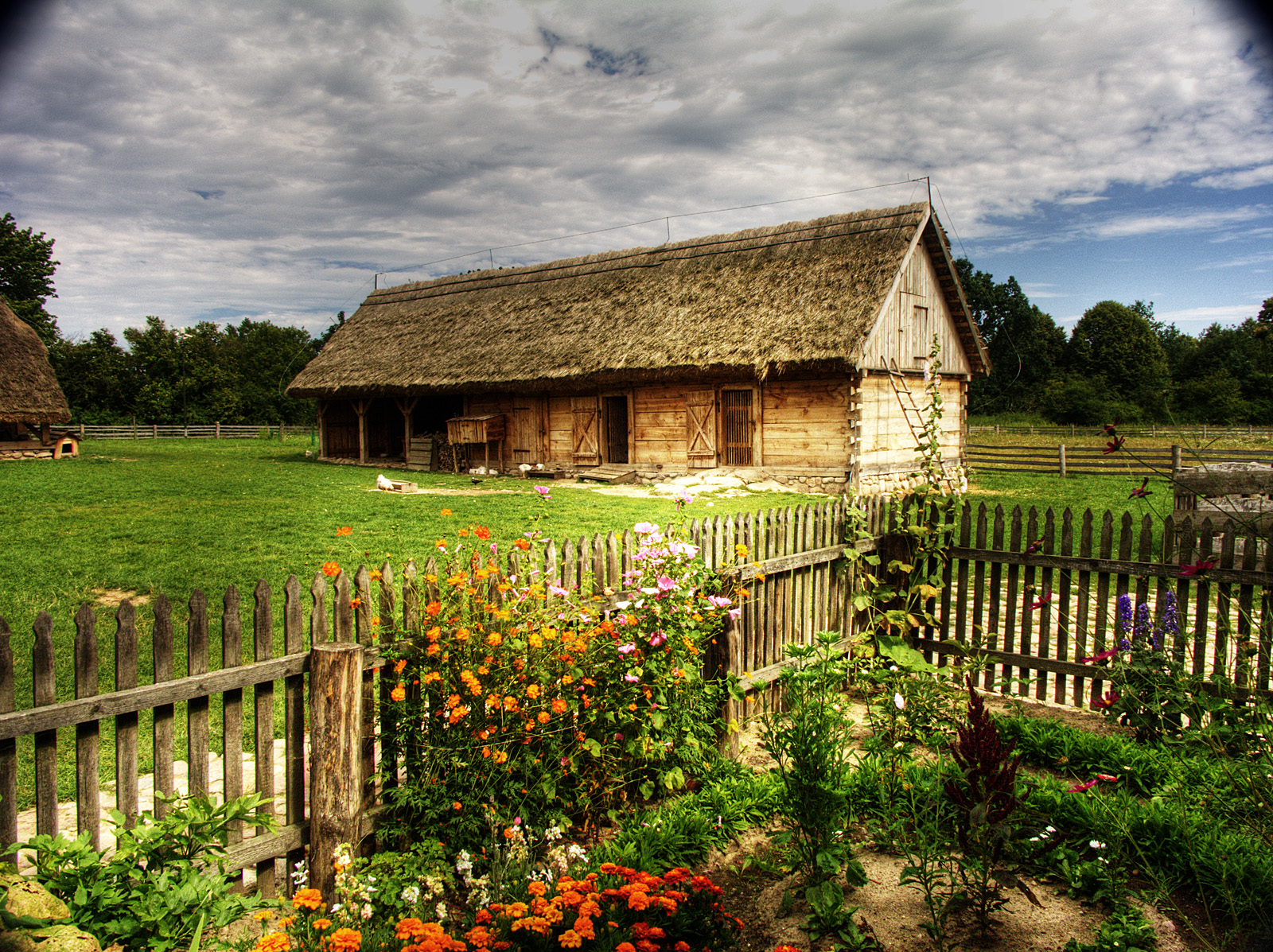
Podwórze zagrody z Ligówka
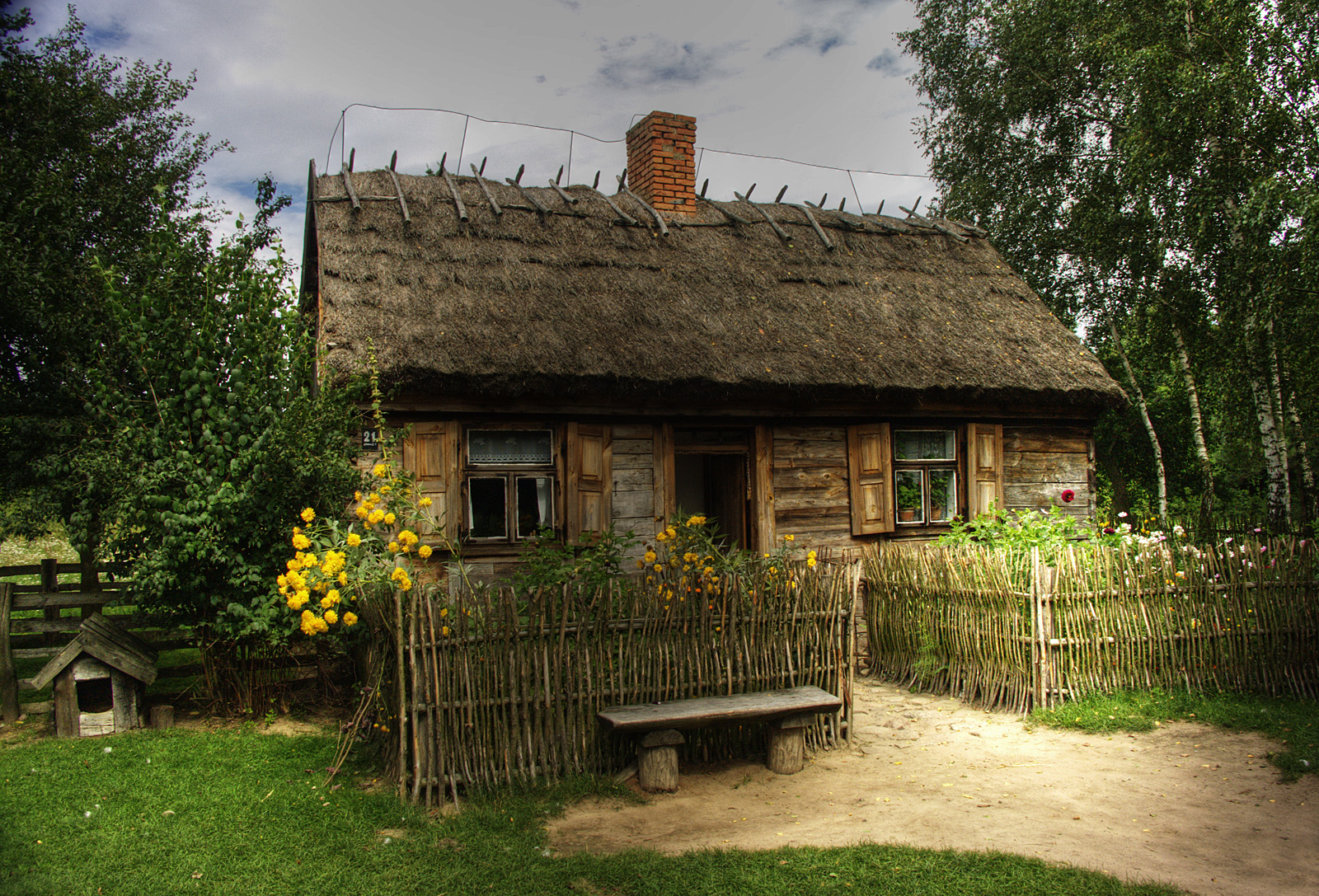
Chałupa z Rzeszotar Chwał
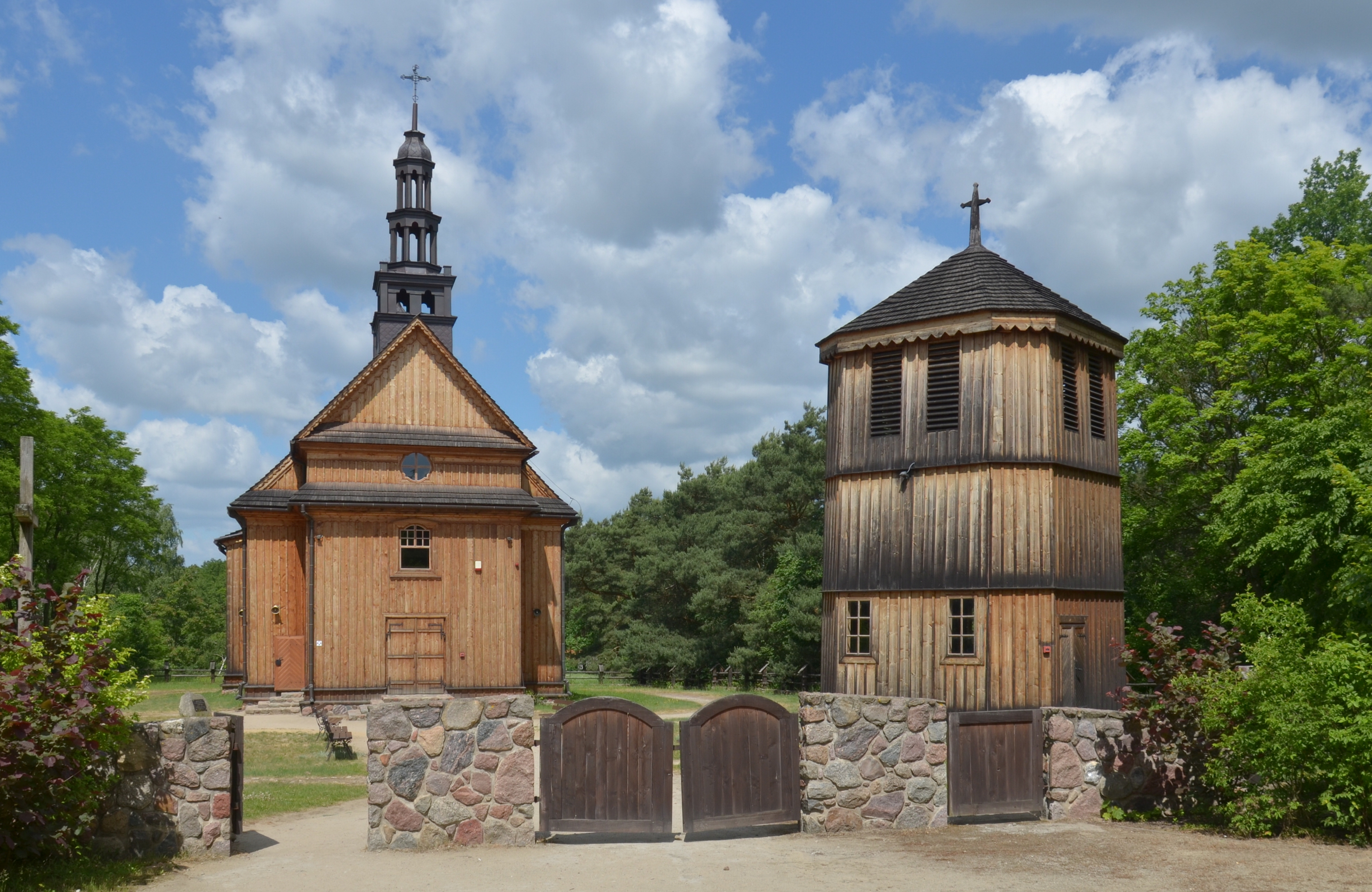
Kościół z Drążdżewa